# Hinrich
Ne doit pas être confondu avec Hinrichs.
Hinrich est un patronyme et un prénom masculin allemand apparenté à Henri. Ce prénom peut désigner :

## Patronyme
- Hans Hinrich (1903-1974), acteur et réalisateur italien
- Kirk Hinrich (né en 1981), joueur américain de basket-ball
- Thomas Hinrich (né en 1959), acteur allemand

## Prénom
- Hinrich Brunsberg (c. 1350-1428/35), architecte gothique allemand
- Hinrich John (né en 1936), athlète allemand en 110 mètres haies
- Johann Hinrich Klapmeyer (c. 1690-1757), facteur d'orgue allemand
- Hinrich Wilhelm Kopf (1893-1961), homme politique allemand
- Hinrich Lohse (1896-1964), haut responsable nazi
- Hinrich Just Müller (1740-1811), facteur d'orgue allemand
- Hinrich Romeike (né en 1963), cavalier allemand
- Hinrich Schmidt-Henkel (né en 1959), traducteur littéraire allemand
- Hinrich Schuldt (1901-1944), militaire allemand de la Waffen-SS
- Hinrich Warrelmann (1904-1980), generalmajor allemand
- Johann Hinrich Wichern (1808-1881), théologien chrétien allemand
- Fridrich Hinrich Wiggers (1746-1811), médecin et botaniste allemand
- Hinrich Wrage (1843-1912), artiste peintre paysagiste allemand